# Satan’s Satyrs
A Satan’s Satyrs 2009–2019 között aktív amerikai együttes volt.

## Története
Az együttest Clayton Burgess énekes alapította 2009-ben alakultak a Virginia állambeli Herndonban. Burgess szerint a zenekarra az Electric Wizard, a Saint Vitus és a Witchfinder General volt a legnagyobb hatással. Elmondása szerint a zenekar ötlete akkor merült fel benne, amikor horrorfilmeket nézett a barátjával és Black Flaget hallgatott. Nevüket a Satan’s Sadists című motoros film után választották. Minthogy az Electric Wizard nagy hatással volt rá, Burgess elküldte nekik a demóját. A Satan’s Satyrs 2002-ben adta ki első nagylemezét. Az albumon Burgess játszott az összes hangszeren. Clayton Burgess 2014-ben az Electric Wizard tagja lett. Az Allmusic a Satan’s Satyrs zenéjét a „doom metal, grindhouse punk és garázsrock magas oktánszámú keverékeként” írta le. A zenekar 2019-ben feloszlott.

## Tagok
- Clayton Burgess
- Jarrett Nettnin
- Stephen Fairfield
- Nate Towle

## Diszkográfia
- Wild Beyond Belief! (2012)
- Die Screaming (2013)
- Don’t Deliver Us (2015)
- The Lucky Ones (2018)
- Windhand / Satan’s Satyrs (split lemez, 2018)